# Greatest Hits (Cat Stevens)
Greatest Hits è una raccolta del cantautore britannico Cat Stevens, pubblicato nel 1975.

## Tracce
1. Wild World – 3:22
2. Oh Very Young – 2:34
3. Can't Keep It In – 2:59
4. Hard Headed Woman – 3:49
5. Moonshadow – 2:49
6. Two Fine People – 3:33
7. Peace Train – 4:13
8. Ready – 3:16
9. Father and Son – 3:41
10. Sitting – 3:13
11. Morning Has Broken (Eleanor Farjeon) – 3:18
12. Another Saturday Night (Sam Cooke) – 2:29